# Scola della Patienza
La Scola della Patienza è un libro di morale cristiana scritto dal gesuita Geremia Dressellio, scrittore ascetico tedesco della prima metà del XVII secolo, il quale componeva tutte le sue opere letterarie religiose in latino. Queste erano poi tradotte, o volgarizzate, in tutte le lingue europee del suo tempo ed ebbero quindi una grande diffusione.
Il testo in questione è la traduzione fatta dal gesuita Lodovico Flori dal latino in italiano per la pubblicazione avvenuta a Roma nel 1643 a cura di Hermanno Scheuss, con l'imprimatur del papa Urbano VIII.
L'opera di contenuto morale vuole insegnare la pazienza non solo nel senso concreto del termine ma soprattutto in quello spirituale ritenendo che questa virtù sia condizione indispensabile per accedere al paradiso.
Ben vengano quindi le avversità perché "orefice è il mio carnefice" sentenzia il Dressellio, intendendo che chi ci perseguita è colui che ci procura il mezzo migliore per esercitare attivamente la virtù della pazienza che viene paragonata all'oro e come tale gradita a Dio il quale è anche il primo a metterci alla prova per assaggiare il nostro valore esattamente come fa l'orafo che morde la moneta d'oro per saggiarne il titolo.
Questa è la definizione fatalistica della "Patienza" data dallo stesso Geremia Dressellio nel suo trattato sull'argomento:
«La pazienza non è altro che un soffrimento volontario e senza lamenti di tutte quelle cose, che d'altronde fuor di sé, accadono o sopravvengono all'huomo».
Il testo è ricco di parabole , di storielle, citazioni di personaggi dei più disparati ambiti culturali che animano di volta in volta la scena allietandola e accompagnando il lettore attraverso una vera e propria galleria storica di personaggi che denunciano la complessa formazione umanistica del Dressellio e il suo ridondante gusto barocco riscattato però da una personale genuina autentica vena narrativa, quasi anticipatrice del verismo in letteratura per il suo gusto dell'aneddoto colto dalla diretta esperienza della vita quotidiana.

## Personaggi citati
Per ricerca della pagina dove è citato il personaggio vedere: Indice Scola della Patienza (in fondo all'indice digitare il nome ricercato)]

### Personaggi della Bibbia
- Abacuc, uno dei 12 Profeti minori ebrei (VII secolo a.C.)
- Abele, fratello di Caino, da cui fu ucciso
- Abigail, moglie di Nabal e di Davide
- Abramo, padre di Isacco, patriarca degli ebrei
- Acab, settimo re d'Israele (875-853 a.C.)
- Adamo, progenitore dell'umanità
- Aman, ministro di Assuero, re dei persiani (VI a.C.)
- Amnone, dio dell'antico Egitto
- Amos, profeta ebraico (VIII a.C.)
- Anna, moglie di Gioacchino e madre di Maria
- Aron, fratello maggiore di Mosè
- Artaserse, nome di diversi re persiani
- Assalonne, figlio ribelle di Davide
- Assuero, re dei persiani (ovvero Serse I), sposò Ester
- Betsabea, amante e poi moglie del Davide
- Boaz, pro-avo di Davide, marito di Ruth
- Caifa, sacerdote ebreo che condannò Gesù
- Caino, fratello di Abele e suo assassino
- Core, uno dei tre leviti inghiottiti dalla terra
- Dalila, amante ebrea di Sansone
- Davide, re d'Israele, sconfisse il gigante Golia
- Didone, regina principessa fenicia, fondò Cartagine
- Elia, profeta ebreo
- Eliseo, profeta ebreo
- Erode Antipa re di Galilea al tempo di Gesù (24 a.C. 37 d.C.)
- Esaù figlio di Isacco e di Rebecca
- Ester moglie ebrea di Assuero re dei persiani
- Ezechia re di Giudea vinse i Filistei (727-699 a.C.)
- Ezechiele terzo dei 12 Profeti maggiori ebrei
- Faraone re dell'antico Egitto
- Gedeone quinto giudice d'Israele
- Giacobbe patriarca ebreo figlio di Isacco e Rebecca
- Giobbe pio ebreo
- Giona quinto dei 12 Profeti minori ebrei
- Gionata figlio maggiore di Saul
- Giosafat quarto re di Giuda
- Giosuè condottiero ebreo
- Giuda Iscariota uno dei 12 apostoli - tradì Gesù
- Giuditta bellissima donna ebrea vedova di Manasse
- Giuseppe patriarca degli ebrei suocero di Giuditta
- Golia gigante filisteo vinto da Davide
- Iona figlio maggiore di Saul - guerriero
- Isacco patriarca ebreo figlio di Abramo e Sara
- Isaia il primo dei quattro Profeti maggiori ebrei
- Labano fratello di Rebecca padre di Lia e Rachele
- Lia prima moglie di Giacobbe
- Malachia ultimo dei 12 Profeti minori ebrei
- Manasse re figlio di Giuseppe e dell'egiziana Asenath
- Mardocheo zio di Ester
- Michea sesto dei 12 Profeti minori ebrei
- Mosè guidò gli ebrei fuori dall'Egitto
- Naam
- Nabuccodonosor re di Babilonia (604-562 a.C.)
- Nahum settimo dei 12 Profeti minori ebrei
- Noè settimo dei 12 profeti (VII secolo a.C.)
- Rachele seconda moglie di Giacobbe
- Rebecca moglie di Isacco madre di Esaù e Giacobbe
- Ruth moglie di Boaz proava di Re Davide
- Salomone figlio e successore del Re Davide
- Samuele profeta d'Israele
- Sansone eroe ebreo vincitore dei Filistei
- Sara sorellastra e sposa di Abramo
- Saul generale ebreo figlio di Kish
- Sila ebreo gerosolimitano collaboratore di San Paolo
- Susanna fanciulla ebrea concupita dai due vecchioni
- Tamar
- Tobia
- Uria
- Zaccaria undicesimo dei 12 Profeti minori ebrei
- Zebedeo padre degli apostoli Giovanni e Giacomo il Maggiore

### Personaggi storici dal VII secolo a.C. al X secolo d.C.
- Abide, re di Spagna
- Agesilao II (400 a.C.), re di Sparta
- Alessandro Magno (356-323 a.C.), re di Macedonia figlio di Filippo II
- Anassagora (500-428 a.C.), filosofo greco
- Annibale (246-183 a.C.), generale cartaginese
- Antonio (83-30 a.C.), generale romano
- Aristide (il Giusto) (540-468 a.C.), generale e uomo politico ateniese
- Aristippo (di Cirene) (V-IVsecolo a.C.), filosofo greco edonista
- Aristotele (382-322 a.C.), filosofo greco scolaro di Platone
- Attalo, principe di Pergamo
- Attila (400-453 d.C.), re degli Unni
- Attilio Regolo (Marco) (III secolo d.C.), console romano
- Aulo Persio Flacco
- Baldassar (VI secolo a.C.), ultimo re di Babilonia
- Biante (VII a.C.), uno dei sette savi della Grecia
- Bione, filosofo greco vissuto tra il 325 e il 255 a.C.
- Bruto (86-42 a.C.), uomo politico romano congiurato contro Cesare
- Caligola (Caio Cesare) (12-41 d.C.), imperatore romano
- Camillo (IV secolo a.C.), dittatore romano
- Carneade (214-129 a.C.), filosofo greco di Cirene
- Cassio (Parmense Tito) (I secolo a.C.), poeta e soldato uno degli assassini di Cesare
- Catone (234-148 a.C.), uomo politico e censore romano
- Cesare Augusto (100-44 a.C.), generale romano
- Cicerone (106-43 a.C.), oratore filosofo politico romano
- Creso (VI a.C.), ultimo re di Lidia
- Dario I di Persia (522-485 a.C.), re dei Persiani
- Demetrio Falereo (317-282 a.C.), oratore ateniese
- Democrito (470 a.C.), filosofo greco scolaro di Leucippo
- Paolo Diacono (720/724-799 d.C.), storico longobardo vissuto alla corte di Re Carlo Magno
- Diogene (di Enoanda) (II secolo d.C.), filosofo epicureo
- Dioscoro, vescovo (V secolo d.C.) Patriarca di Alessandria d'Egitto*Epitteto (I secolo d.C.), filosofo stoico
- Erodoto (di Alicarnasso) (484-422 a.C.), storico greco
- Eschilo (525-456 a.C.), poeta tragico greco
- Evagrio Scolastico (536-610 d.C.), storico greco
- Evagrio Pontico (IV secolo d.C.), scrittore-asceta cristiano vissuto nel deserto egiziano
- Ezio (345-454 d.C.), generale romano governò l'Imp.Rom.d'Occidente
- Fidia (500-432 a.C.), scultore ateniese
- Filippo il Macedone (II) (382-336 a.C.), re di Macedonia padre di Alessandro Magno
- Filone di Alessandria (10 a.C. 50 d.C.), ambasciatore ebreo a Roma
- Focione (402-317 a.C.), generale e uomo politico ateniese
- Galeno (129-201 d.C.), medico greco di Pergamo
- Gallo (morto 253 d.C.), imperatore romano
- Giustiniano I (482-565 d.C.), imperatore d'Oriente
- Gracco (162-133 a.C.), tribuno romano
- Irene (752-803 d.C.), imperatrice bizantina
- Licinio (IV secolo d.C.), imperatore romano
- Lucio Vero (130-169 d.C.), imperatore romano
- Marco Aurelio Antonino (121-180 d.C.), imperatore romano
- Massimiano (morto 310 d.C.), imperatore romano
- Maurizio (VI secolo d.C.), imperatore d'Oriente
- Mecenate (74 a.C.- 8 d.C.), cavaliere romano protettore dei poeti
- Melitone beato (II secolo d.C.), scrittore greco cristiano vescovo di Sardi
- Mitridate (II Ctiste) (340-266 a.C.), re del Ponto
- Nerone (Claudio Cesare) (37-68 d.C.), imperatore romano succeduto a Claudio
- Onorio (384-423 d.C.), imperatore d'Occidente
- Opimio (II secolo a.C.), console romano
- Orazio (65-8 a.C.), poeta latino
- Origene (183-253 d.C.), teologo e filosofo cristiano
- Ottaviano (63 a.C.-14 d.C.), primo imperatore romano
- Pitagora (di Samo) (VI secolo a.C.), filosofo greco
- Plinio (Gaio Secondo il vecchio) (23-79 d.C.), scienziato e storico romano
- Plutarco (di Cheronea) (50-120 d.C.), storico e moralista greco
- Polibio (205-123 a.C.), storico greco
- Policrate, Re dei Samii
- Pompeo (106-48 a.C.), generale romano
- Ponzio Pilato (26-36 d.C.), procuratore romano della Giudea
- Publio Sestio (I secolo d.C.), tribuno romano
- Quinto Fabio (217 a.C.), dittatore romano detto il Temporeggiatore
- Quinto Metello (60 a.C.), console marito di Clodia amante di Catullo
- Rufino d'Aquileia, scrittore cristiano
- Rutilio (Namaziano) (V secolo d.C.), poeta latino
- Scipione Nasica (162 d.C.), console romano
- Sapore, (I) re di Persia
- Seneca (4 a.C.-65 d.C.), filosofo stoico e poeta tragico romano
- Socrate (469-399 a.C.), filosofo greco
- Sofocle (497-406 a.C.), poeta tragico ateniese
- Solone (640-559 a.C.), legislatore e poeta elegiaco ateniese
- Temistocle (520-460 a.C.), generale ateniese
- Tertulliano (II secolo d.C.), scrittore cristiano e apologista
- Theodoreto (di Ciro) (V secolo d.C.), vescovo di Cirro in Siria
- Tiberio (42 a.C. 37 d.C.), imperatore romano
- Totila (m.552 d.C.), re degli Ostrogoti
- Valeriano (III secolo d.C.), imperatore romano
- Vespasiano (9-79 d.C.), imperatore romano succeduto a Claudio
- Virgilio (70-19 a.C.), poeta latino
- Vitruvio (I secolo a.C.), architetto e trattatista romano
- Zenone (di Cizico) (336-263 a.C.), filosofo greco stoico
- Zoetardo, anacoreta

### Personaggi storici dall'XI secolo d.C. al XVII secolo d.C.
053* Baldassare Alvarez , maestro di S. Teresa d'Avila e del ven. Ludovico da Puente, gesuita e beato
- Diego Álvarez, teologo
- Francesco Borgia, terzo generale della Compagnia di Gesù

128* Giovanni Caboto (1420-1498), navigatore ed esploratore 
- Girolamo Cardano (1501-1576), medico e matematico (inventore del giunto cardanico)
- Carlo II d'Angiò, re di Napoli
- Carlo V, imperatore (1500-1558)
- Celio Rodigino ovvero Ludovico de Richiero, professore di grammatica (1503)
- Duca Volgango Guglielmo di Neoburgo (1578-1653), marito di Maddalena di Neoburgo
- Duchessa Maddalena di Neoburgo (1587-1628), figlia di Guglielmo V di Baviera e sorella di Massimiliano di Wittelsbach
- Filippo V(?), re di Francia
- Filippo Bosquier, francescano [4]
- Genebrardo, Gilbert Génébrard, (1591 - 1597), vescovo di Aix
- Guglielmo Peraldo, vescovo di Lione [5]
- Leonardo Lessio, teologo fiammingo
- Giusto Lipsio (1547-1606), filologo e pensatore
- Lodovico Blosio, abate lerinense
- Luigi di Granata, priore provinciale francescano (1580)
- Martin Delrio
- Massimiliano di Wittelsbach (1597-1651), Principe elettore duca di Baviera alla cui corte predicava Geremia Dressellio e - dopo la morte di quest'ultimo - Jacob Balde
- Michele Ducas (secolo XI), imperatore bizantino
- Tommaso Moro (1477-1535), santo e cancelliere di Enrico VIII d'Inghilterra -
- Niccolò Steeger, rettore di scuola nelle Fiandre
- Niceta Coniata, scrittore bizantino
- Palladio (1508-1580), architetto e teorico esponente del classicismo
- Papa Pio V (1504-1572), Antonio Ghislieri, grande inquisitore dominicano
- Claude Paradin, scrittore e umanista francese
- Francesco Petrarca (1304-1374), poeta lirico e umanista
- Rodolfo II (1552-1612), imperatore, combatté i protestanti
- Simone Majoli (1566), canonista e vescovo, autore del "Dierum canicularium" dove cita la vicenda di Pecchio Cisalpino
- Tamerlano (1336-1405), re dei Mongoli
- Tommaso da Kempis (1380-1471), sacerdote scrittore
- Venceslao IV (1361-1419), figlio di Carlo IV di Lussemburgo - re di Germania e di Boemia

### Personaggi mitologici
- Atlante dio greco, uno dei Titani
- Codro mitico re di Atene
- Dedalo personaggio mitico artefice del labirinto
- Endimione personaggio mitologico
- Erisittone personaggio mitologico
- Iro, personaggio dell'Odissea
- Laerzio personaggio mitologico
- Mercurio dio latino rappresentato con le ali ai piedi
- Penelope moglie di Ulisse
- Ulisse eroe greco della guerra di Troia

### Santi della Chiesa cattolica
- Sant'Agostino
- Aldegunda beata
- Sant'Ambrogio
- Sant'Andrea apostolo
- Sant'Antonino di Apamea
- Sant'Atanasio di Alessandria
- San Basilio
- San Beniamino
- San Bernardo
- San Bonaventura
- San Cassiano
- San Cipriano
- San Costantino
- San Daniele
- San Dionigi
- Sant'Enrico Sufo
- Sant'Eusebio
- Santa Felicita
- San Francesco d'Assisi
- San Francesco Saverio
- Geremia profeta
- San Giacomo
- San Giovanni apostolo ed evangelista
- San Giovanni eremita
- San Giovanni Battista
- San Giovanni Crisostomo
- San Giovanni Climaco
- Giovanni d'Avila
- San Girolamo
- Papa Gregorio I
- Sant'Ignazio di Antiochia vescovo di Antiochia
- Sant'Ignazio di Loyola
- Sant'Ilario di Arles
- Sant'Isidoro
- San Lanfranco
- San Lazzaro
- San Leone
- San Lorenzo
- San Luca evangelista
- San Luigi Gonzaga
- Santa Maria Maddalena
- San Matteo apostolo
- San Michele Arcangelo
- San Narciso di Gerusalemme
- San Paolo
- San Paolino
- San Pietro
- Papa Pio V
- San Secondo
- San Simone
- Santo Stefano
- San Teodoro
- San Timoteo vescovo
- San Tiburzio
- San Tommaso Moro